# 宋瑮
宋瑮（1417年—？），字克純，直隸松江府華亭縣人，竈籍，明朝政治人物。

## 生平
正統六年（1441年）辛酉科應天鄉試第十六名舉人，十年（1445年）中式乙丑科會試第二十五名，二甲第十七名進士。授監察御史，因論劾左都御史陳鎰、王文，謫安福縣典史，天順元年（1457年）起為大庾縣知縣，調新淦縣知縣，引疾歸里，治園蒔菊，更號菊存，卒於家。

## 家族
曾祖宋雲卿；祖父宋季文；父宋順。兄宋琦、宋珙，弟宋瑛、宋瑒。